# Gonaincourt
Gonaincourt est une ancienne commune française du département de la Haute-Marne en région Grand Est.
Elle est désormais depuis le 1er janvier 2020 une commune déléguée de la commune nouvelle de Bourmont-entre-Meuse-et-Mouzon.

## Géographie
La majeure partie du village de Gonaincourt est située entre la Meuse et la ligne de Culmont - Chalindrey à Toul ; il est traversé par la route D119.

## Histoire
En 1789, ce village fait partie de la province du Barrois dans le bailliage de Bourmont.
Le 1er février 1973, la commune de Gonaincourt est rattachée à celle de Bourmont sous le régime de la fusion-association. Le 1er juin 2016, Gonaincourt perd son statut de commune associée lors de la création de la nouvelle commune de Bourmont-entre-Meuse-et-Mouzon.
Le 1er janvier 2020, Gonaincourt prend le statut de commune déléguée de la commune nouvelle de Bourmont-entre-Meuse-et-Mouzon.

## Politique et administration
| Période                                  | Période | Identité    | Étiquette | Qualité |
| ---------------------------------------- | ------- | ----------- | --------- | ------- |
| ?                                        | 2016    | Julien JOLY |           |         |
| Les données manquantes sont à compléter. |         |             |           |         |

## Démographie
| 1866 | 1872 | 1876 | 1881 | 1886 | 1891 | 1896 | 1901 | 1906 |
| ---- | ---- | ---- | ---- | ---- | ---- | ---- | ---- | ---- |
| 150  | 143  | 130  | 132  | 120  | 123  | 115  | 116  | 115  |

| 1911 | 1921 | 1926 | 1931 | 1936 | 1946 | 1954 | 1962 | 1968 |
| ---- | ---- | ---- | ---- | ---- | ---- | ---- | ---- | ---- |
| 115  | 110  | 121  | 110  | 107  | 88   | 81   | 87   | 63   |

## Lieux et monuments
- Église Saint-Martin, partiellement inscrite MH depuis 1925[4] ; tour de clocher et abside du XIIe siècle, nef du XIXe siècle